# Какуал

Какоал на карте штата.

Какуа́л (порт. Cacoal)  —  муниципалитет в Бразилии, входит в штат Рондония. Составная часть мезорегиона Восток штата Рондония. Входит в экономико-статистический микрорегион Какоал. Население составляет 88 507 человек на 2017 год. Занимает площадь 3 792,998 км². Плотность населения — 23,33 чел./км².

## История
Город основан 11 октября 1977 года. 

## Демография
Согласно сведениям, собранным в ходе переписи 2010 г. Бразильским институтом географии и статистики, население муниципалитета составляет:
| Полное население                               | Полное население                               | Полное население                               | Полное население                               | 76 907 |
| ---------------------------------------------- | ---------------------------------------------- | ---------------------------------------------- | ---------------------------------------------- | ------ |
| в том числе:                                   | Городское население                            | 61 074                                         | Процент городского населения, %                | 78,81  |
|                                                | Сельское население                             | 16 653                                         | Процент сельского населения, %                 | 21,19  |
|                                                | Мужское население                              | 37 124                                         | Процент мужского населения, %                  | 49,79  |
|                                                | Женское население                              | 39 450                                         | Процент женского населения, %                  | 50,21  |
| Плотность населения, чел/км²                   | Плотность населения, чел/км²                   | Плотность населения, чел/км²                   | Плотность населения, чел/км²                   | 20,72  |
| Население муниципалитета в % к населению штата | Население муниципалитета в % к населению штата | Население муниципалитета в % к населению штата | Население муниципалитета в % к населению штата | 5,03   |

По данным переписи 2017 года население муниципалитета составляет 85 507 жителей.

## Статистика
- Валовой внутренний продукт на 2005 составляет 753 184 000,00 реалов (данные: Бразильский институт географии и статистики).
- Валовой внутренний продукт на душу населения на 2005 составляет 9 912,00 реалов (данные: Бразильский институт географии и статистики).
- Индекс развития человеческого потенциала на 2000 составляет 0,755 (данные: Программа развития ООН).

## География
Климат местности: экваториальный. В соответствии с классификацией Кёппена, климат относится к категории Am.

## Административное деление
Муниципалитет состоит из 2 дистриктов:
| № | Наименование дистрикта | Наименование дистрикта (порт.) | Территория, км² | Население, чел.(2010) | Население, чел.(2010) | Население, чел.(2010) | Плотность, чел./км² | Код дистрикта |
| № | Наименование дистрикта | Наименование дистрикта (порт.) | Территория, км² | всего                 | городское             | сельское              | Плотность, чел./км² | Код дистрикта |
| 1 | Какуал                 | Cacoal                         | 1162            | 64948                 | 59613                 | 5335                  | 55,91               | 110004905     |
| 2 | Риузинью               | Riozinho                       | 2631            | 13626                 | 2308                  | 11318                 | 5,18                | 110004910     |

## Важнейшие населенные пункты
| № | Населённый пункт | Населённый пункт (порт.) | Категория | Население чел. (2010) | На карте                        |
| - | ---------------- | ------------------------ | --------- | --------------------- | ------------------------------- |
| 1 | Какоал           | Cacoal                   | город     | 59613                 | 11°25′49″ ю. ш. 61°27′11″ з. д. |
| 2 | Риузинью         | Riozinho                 | поселок   | 2308                  | 11°30′23″ ю. ш. 61°21′37″ з. д. |